# Lagarde-Hachan
Lagarde-Hachan is een gemeente in het Franse departement Gers (regio Occitanie) en telt 158 inwoners (2004). De plaats maakt deel uit van het arrondissement Mirande.

## Geografie
De oppervlakte van Lagarde-Hachan bedraagt 8,4 km², de bevolkingsdichtheid is 18,8 inwoners per km².
De onderstaande kaart toont de ligging van Lagarde-Hachan met de belangrijkste infrastructuur en aangrenzende gemeenten.

## Demografie
Onderstaande figuur toont het verloop van het inwonertal (bron: INSEE-tellingen).